# Dominio de Hikone
El dominio de Hikone (彦根藩 Hikone-han?) era un dominio feudal de Japón durante el Período Edo. Se estableció en 1600 con Ii Naomasa como primer daimyo. El Clan Ii estaba formado por quince daimyos.
Un gran dominio fudai, Hikone al principio fue tasado en 180.000 koku. La posición alcanzó un pico de 300.000, y en 1871, cuando el dominio fue suprimido, era sólo de 200.000 koku.
El dominio al principio tenía su sede central en Sawayama, el castillo que había sido ocupado por Ishida Mitsunari antes de la Batalla de Sekigahara. La construcción del nuevo castillo en Hikone comenzó en 1603.
- Clan Ii, 1600-1871 (Fudai; 180.000->150.000->200.000->250.000->300.000->200.000 koku)

1. Naomasa
2. Naokatsu
3. Naotaka
4. Naozumi
5. Naooki
6. Naomichi
7. Naotsune
8. Naoharu
9. Naonobu
10. Naosada
11. Naoyoshi
12. Naosada
13. Naohide
14. Naonaka
15. Naoaki
16. Naosuke
17. Naonori

- Datos: Q1062225
- Multimedia: Hikone Domain / Q1062225